# يحيى الناصري
يحيى الناصري هو سياسي عراقي، من مواليد 1967 من مدينة الناصرية، يشغل منصب محافظ ذي قار منذ عام 2016.       أقيل من منصبه في يونيو عام 2019.